# فيرونيكا كوادرادو
فيرونيكا كوادرادو (بالإسبانية: Verónica Cuadrado) مواليد 8 مارس 1979 في منطقة كانتابريا، هي لاعبة كرة يد إسبانية. مثلت منتخب إسبانيا لكرة اليد للسيدات. شاركت في دورة الألعاب الأولمبية الصيفية سنة 2012. حققت المركز الثاني في بطولة أوروبا لكرة اليد للسيدات 2008.

## الميداليات
| الميدالية | المسابقة                            |
| --------- | ----------------------------------- |
| برونزية   | الألعاب الأولمبية الصيفية 2012      |
| برونزية   | بطولة العالم لكرة اليد للسيدات 2011 |
| فضية      | بطولة أوروبا لكرة اليد للسيدات 2008 |

## روابط خارجية
- فيرونيكا كوادرادو على موقع الاتحاد الأوروبي لكرة اليد (الإنجليزية)
- فيرونيكا كوادرادو على موقع اللجنة الأولمبية الدولية (الإنجليزية)
- فيرونيكا كوادرادو على موقع أوليمبيديا (الإنجليزية)